# Johan Cruijff
Johan Cruijff (eg. Hendrik Johannes Cruijff, svensk stavning vanligen Johan Cruyff, nederländska: [ˈjoːɦɑn ˈkrœy̆f] Johan Cruijff (fil)), född 25 april 1947 i Amsterdam, död 24 mars 2016 i Barcelona i Spanien, var en nederländsk fotbollsspelare och -tränare. I sina klubblag och för Nederländernas landslag spelade han på mittfältet och som anfallare, och han var vid sidan av Västtysklands Franz Beckenbauer 1970-talets största fotbollsstjärna. Som tränare ledde han Ajax, Barcelona och Kataloniens landslag.

## Biografi
Cruijff föddes i Amsterdam som son till grönsakshandlaren Hermanus Cornelis Cruijff och Petronella Bernarda Draaijer. Han växte upp i östra Amsterdam, i stadsdelen Betondorp. Han växte upp under enkla förhållanden och började tidigt rikta in sig på att bli fotbollsspelare. 1959 avled hans far och familjens grönsakshandel stängde och modern började arbeta som städare och i kantinen hos fotbollslaget Ajax. Ajax-tränaren Vic Buckingham såg hans talang och han togs in i klubbens ungdomslag.  
Cruijff hade en mycket bra teknik och spelförståelse. Han kunde spela överallt och hade en fri roll i det offensiva spelet. Han anses som Nederländernas bäste fotbollsspelare någonsin och en av de allra bästa genom tiderna och hans sätt att kombinera mittfältarens (den avgörande passningen) och anfallarens roll (det avgörande målet) har blivit ett föredöme för många av hans efterföljare i det holländska landslaget. Han var även känd för att "dirigera" spelet; till exempel när han höll upp pekfingret betydde det att laget skulle anfalla med press, tummen menas spel på kanterna.
Cruijff var mycket frispråkig och efter karriären fortsatte han som krönikör, där han ibland kritiserade vissa spelare. Cruijff var från 1968 gift med Danny Coster, de har tre barn tillsammans, två döttrar och sonen Jordi Cruyff.
I oktober 2015 blev Cruijff, som rökte mycket under sitt liv, diagnostiserad med lungcancer, som han senare avled i.

### Ajax
Johan Cruijff kom fram som ung talang i AFC Ajax i slutet av 1960-talet. Han började spela i Ajax där hans mor arbetade som städerska och upptäcktes av Rinus Michels. Hans debut i ligan följde som 18-åring i november 1964 och han gjorde mål i debuten i 1–3-förlusten mot FC Groningen. Påföljande säsong fick han proffskontrakt. Hans och hela klubbens uppgång följde när Rinus Michels tog över som chefstränare i januari 1965. Michels gjorde Cruijff till ordinarie och tränade upp Cruijff, samtidigt som hela klubben fick nya strukturer och utvecklade totalfotbollen. Totalfotboll innebär att varje spelare kan spela på varje position och därmed byta positioner under spelets gång, vilket gör att spelsystemet är intakt under hela matchen. År 1966 blev Ajax mästare och fram till 1973 vann Ajax ligan sex gånger och cupen fyra gånger. 

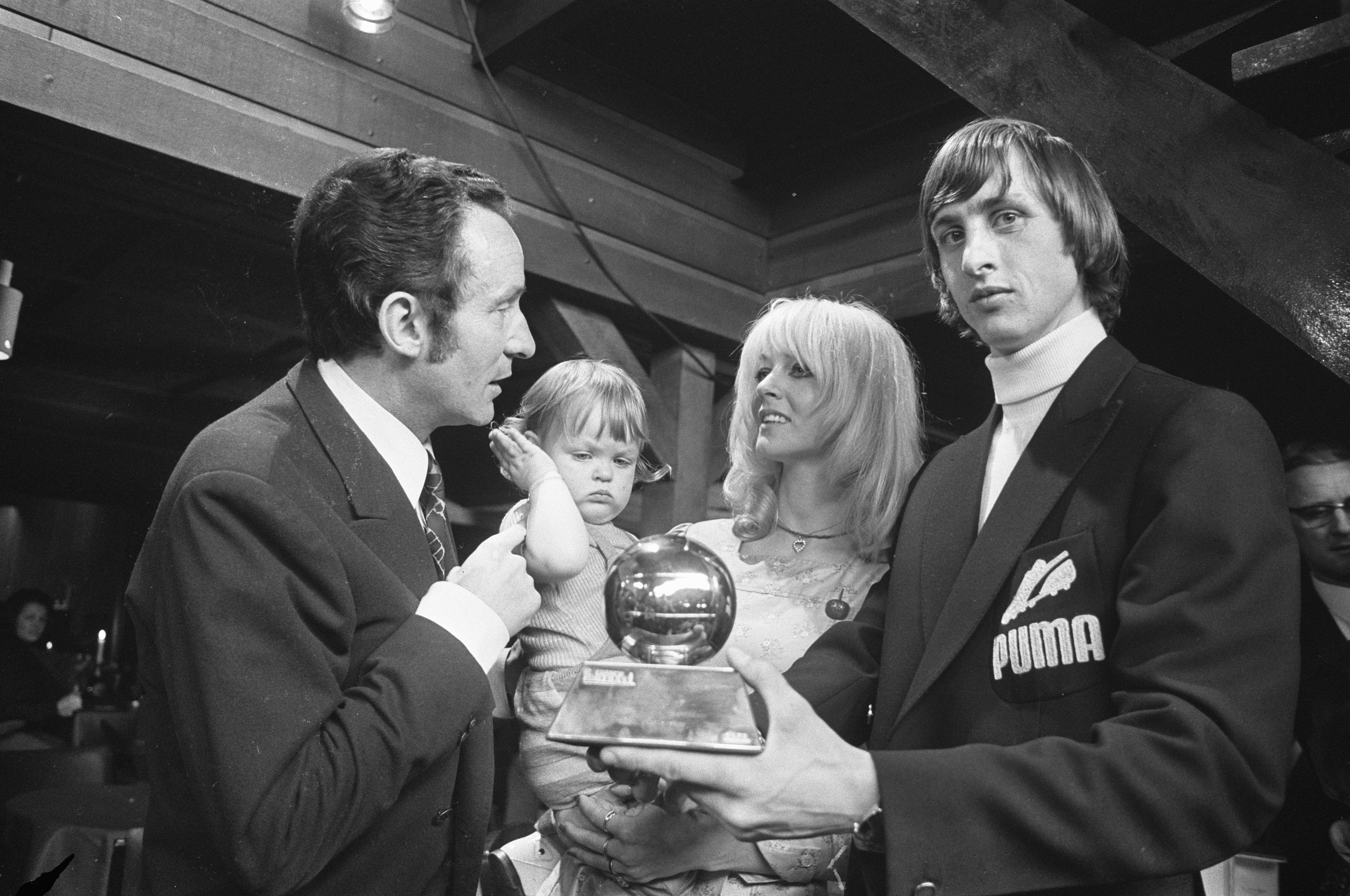
Johan Cruijff tar emot Guldbollen 1971.

Cruijff blev den stora stjärnan och 1969 nådde laget för första gången finalen i Europacupen för mästarlag. Ajax dominerade europacupspelet i början av 1970-talet med tre raka segrar i Europacupen för mästarlag 1971, 1972 och 1973. Bland hans lagkamrater återfanns Johan Neeskens, Arie Haan, Ruud Krol, Johnny Rep och Piet Keizer.

### Nederländernas landslag

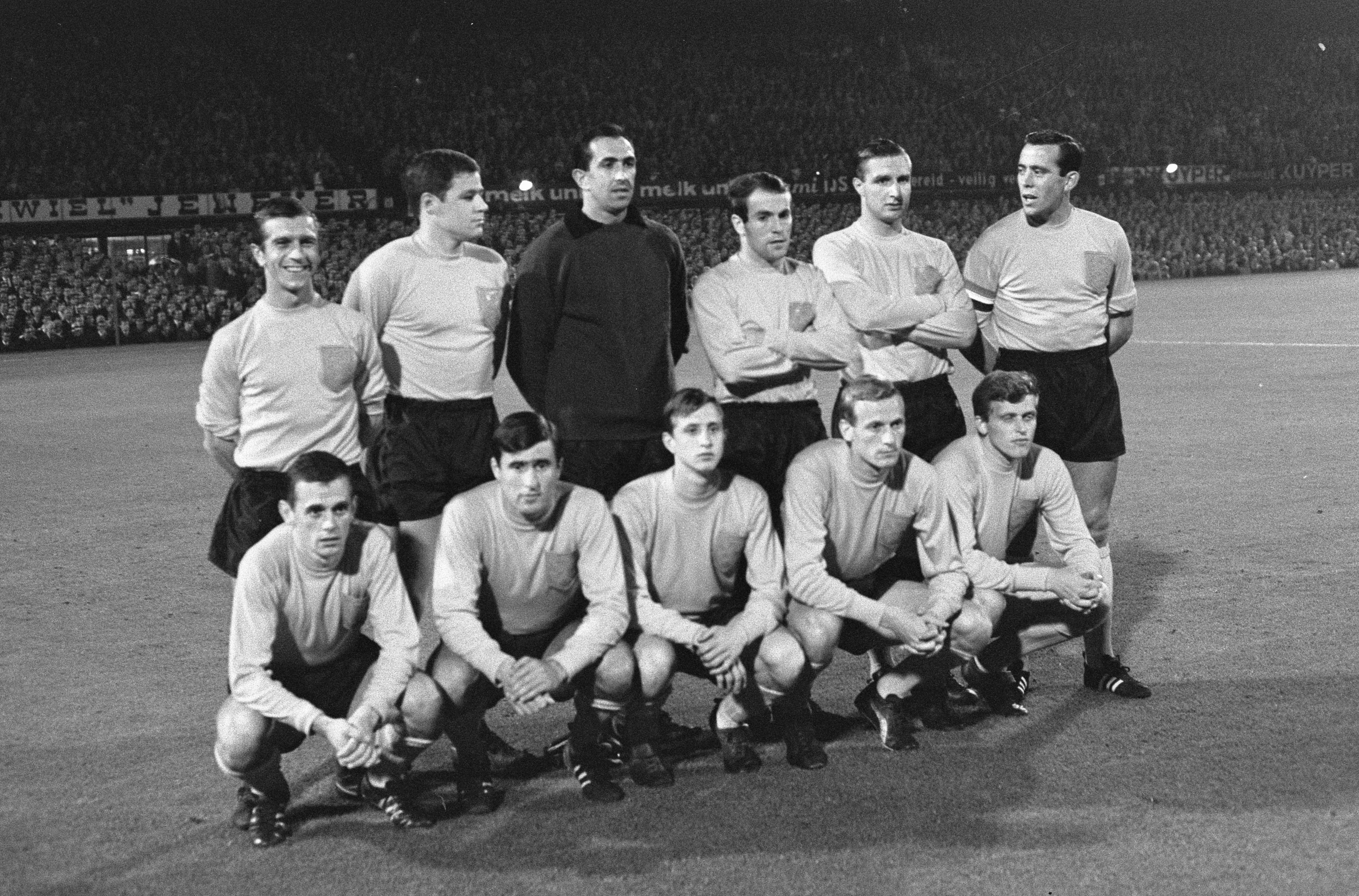
Johan Cruijff debuterar i landslaget 1966

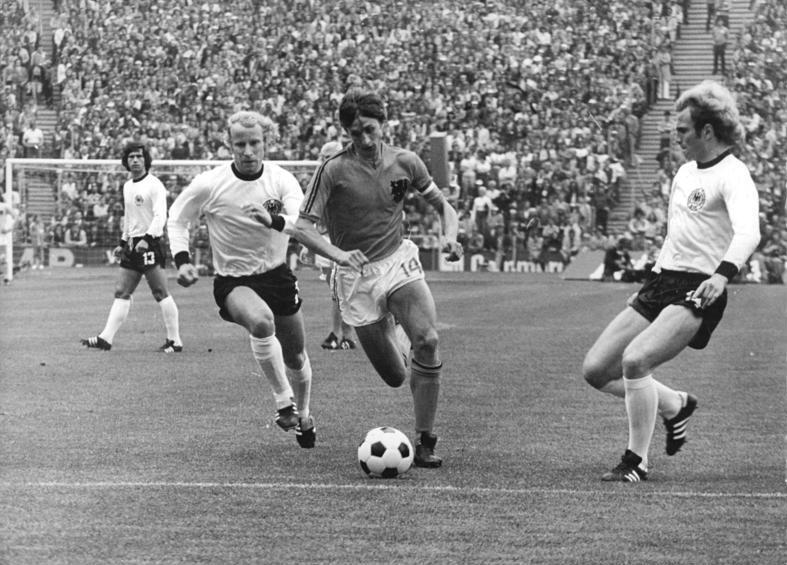
Johan Cruijff i VM-finalen mot Västtyskland vid världsmästerskapet i fotboll 1974.

Cruijff var också en starkt bidragande orsak till Nederländernas storhetsperiod under 1970-talet. Han debuterade för Nederländerna 1966 i en EM-kvalmatch mot Ungern och gjorde ett mål i matchen som slutade 2–2. Han blev den första nederländske landslagsspelare att bli utvisad när han visades ut i en landskamp mot Tjeckoslovakien. Han stängdes av från internationellt spel men det mediala trycket och kraven på att låta honom komma tillbaka ledde till återkomsten i en EM-kvalmatch mot Östtyskland. 1967 gjorde han comeback samtidigt som den nederländska landslagsfotbollen åter började bli konkurrenskraftig. Det dröjde dock till 1973 innan landslaget kunde kvalificera sig till ett VM-slutspel för första gången sedan 1938.
1974 var Cruijff lagkapten och motor i det holländska landslag som nådde finalen i fotbolls-VM 1974 men förlorade mot Västtyskland med 1–2. Nederländerna tog ledningen på straff sedan Cruijff fällts i straffområdet redan efter en minut. Nederländerna spelade en mycket offensiv och underhållande fotboll och besegrade på sin väg mot finalen bland annat Argentina (4–0), de regerande världsmästarna Brasilien (2–0) och Östtyskland (2–0). Det enda lag som Nederländerna inte gjorde mål på var Sverige under det första gruppspelet (0–0). I matchen mot Sverige gjorde Cruijff sin välkända dribbling, Cruijff-finten, när han dribblade bort en svensk försvarare. 1976 tog Nederländerna EM-brons. Cruijff deltog i VM-kvalet men spelade inte under VM 1978. 
Även sonen Jordi Cruyff spelade i det holländska fotbollslandslaget.

### FC Barcelona
1973 gick Cruijff till FC Barcelona sedan den spanska ligan öppnat upp för utländska spelare. Det hade föregåtts av missnöje i Ajax där Cruijff fått en dominerade roll som storstjärna. Konflikten var ett faktum senast när spelarna valde bort Cruijff som lagkapten och istället valde Piet Keizer. Cruijff gjorde sin första ligamatch i Spanien i oktober 1973 då Barcelona slog FC Granada med 4–0. I Barcelona blev han en firad stjärna. Han ledde klubben till dess första ligatitel sedan 1960 tillsammans med Rinus Michels som var tränare. Men Barcelona kunde inte vinna ytterligare titlar och slutade kommande år tvåa bakom rivalen Real Madrid. En konflikt följde när Hennes Weisweiler blev tränare, en konflikt som slutade med att Weisweiler lämnade Barcelona.

### Sejourer i USA och Spanien
1979 gick Cruijff till Los Angeles Aztecs i nordamerikanska NASL men lämnade efter bara en säsong för spel i Washington Diplomats. Cruijff valdes till NASL Player of the Year. Han spelade i maj 1981 som "gästspelare" för Milan i en turnering men skadades sig varpå han missade 1981 års första del av NASL-säsongen varpå han sedan lämnade laget. I mars 1981 följde en återkomst till Spanien då Cruijff började spela för Levante i andradivisionen. Skador och schismer med klubbledningen gjorde att Cruijff bara spelade 10 matcher och sedan lämnade klubben då den inte lyckades ta sig upp i högstadivisionen. 

### Tillbaka i Nederländerna

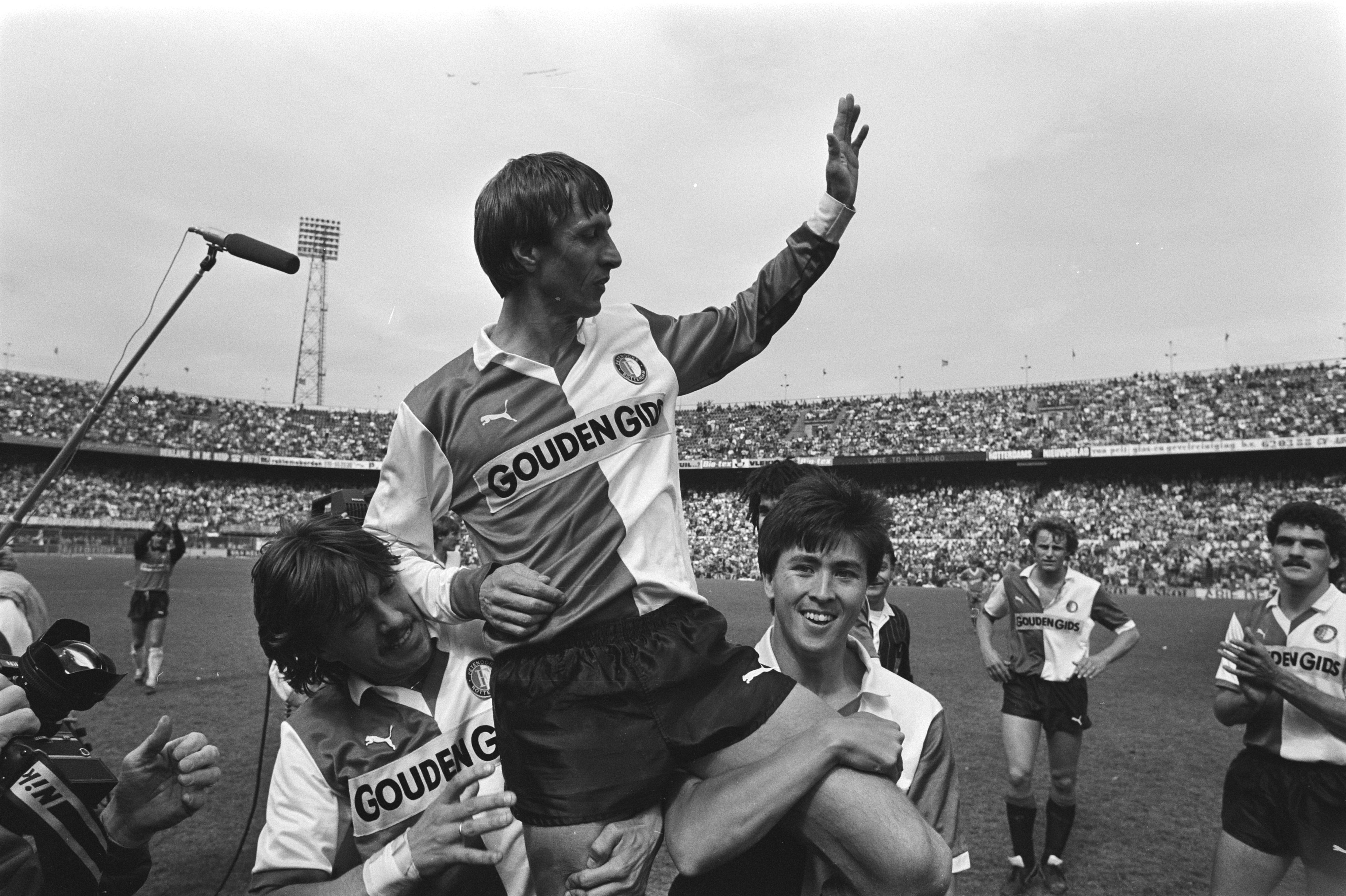
Avtackning i Feyenoord.

Efter USA och Levante följde återkomsten till Nederländerna då han återkom till Ajax i november 1980. Hans karriär såg ut att ha avslutats då han presenterades som teknisk rådgivare till tränaren Leo Beenhakker. Snart gjorde Cruijff comeback på plan när Ajax besegrade FC Haarlem i december 1981. 1982 följde ligaseger och 1983 vann Ajax både ligan och cupen. 1983 följde övergången till Feyenoord sedan en besviken Cruijff inte fått nytt kontrakt med Ajax. I Feyenoord visade Cruijff en imponerade formtopp och gjorde en fantastisk säsong som slutade med ligaguld och cupseger. Cruijff utsågs till årets spelare i Nederländerna. Cruijff avslutade slutligen spelarkarriären 13 maj 1984 i en match mot PEC Zwolle.

## Tränarkarriär

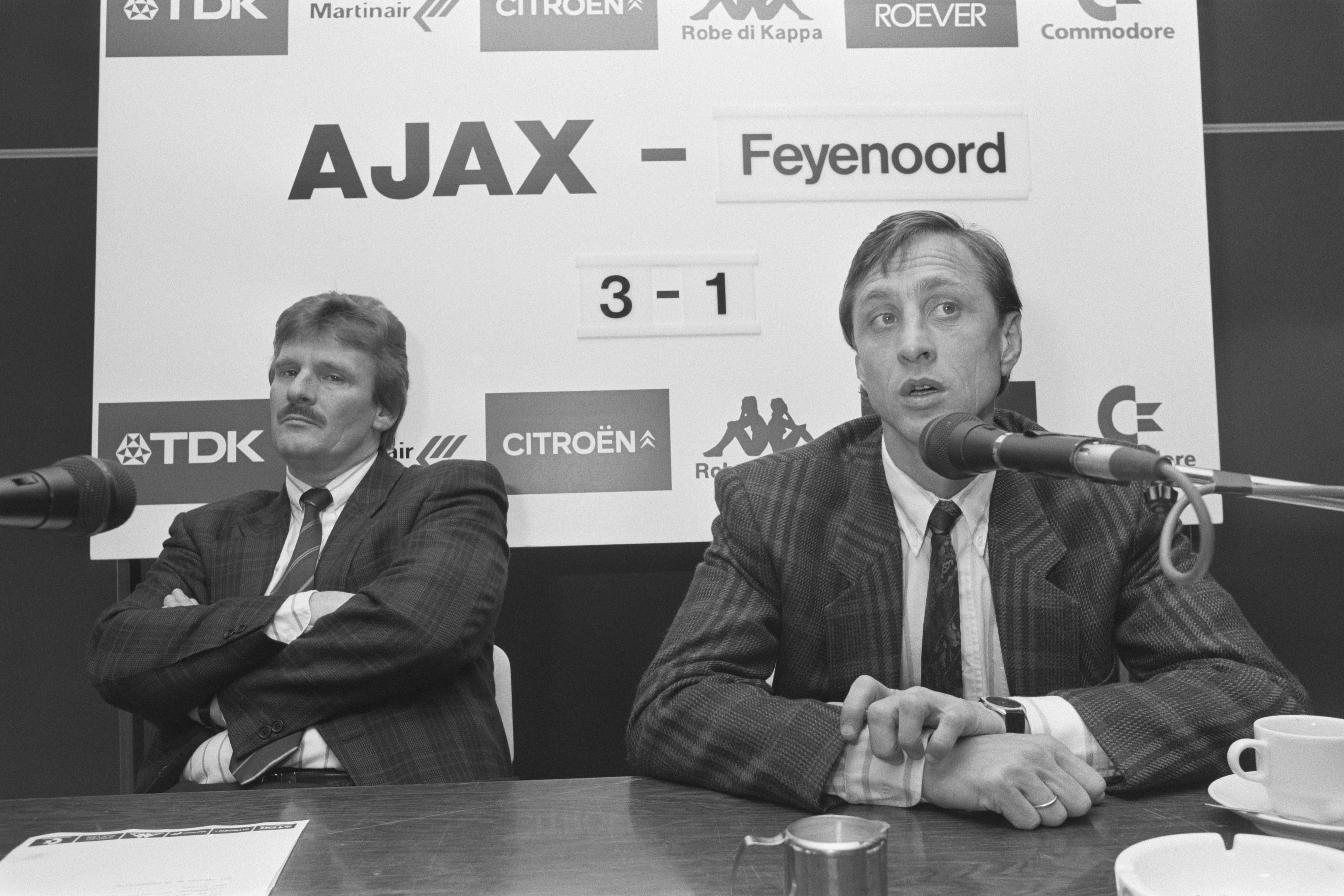
Cruijff i Ajax 1987.

1985 blev Cruijff tränare för Ajax och gick därmed i sin mentor Michels fotspår. Hans största framgång blev segern i Cupvinnarcupen 1987 med bland annat Marco van Basten i laget. 1986 och 1987 vann Ajax nederländska cupen. 
1988 blev Cruijff tränare för Barcelona och "återinförde" totalfotbollen i den spanska storklubben med en mycket offensiv 3-4-3-uppställning (senare modifierad till 4-3-3). Laget hade mycket stora framgångar med fyra raka ligatitlar 1991-1994 samt seger i Uefa Champions League. Det var klubbens första seger i turneringen och i finalen besegrade man italienska mästarna Sampdoria. 1989 vann Barcelona även Cupvinnarcupen. Cruijff var tränare för Barcelona fram till 1996 och under hans tid spelade bland andra Pep Guardiola, Ion Andoni Goikoetxea, Ronald Koeman, Michael Laudrup, Romário, Gheorghe Hagi och Hristo Stoitjkov i laget. Han nämndes tidigare ofta i diskussionerna kring tänkbara förbundskaptener för det holländska landslaget. Han tränade Kataloniens landslag 2009-2013.

## Meriter

### Som spelare
- A-landskamper: 48 (33 mål)
- VM i fotboll 1974
  - VM-silver 1974
- EM i fotboll: 1976
  - EM-brons 1976
- Nederländsk mästare: 1966, 1967, 1968, 1970, 1972, 1973, 1983, 1984
- Nederländsk cupvinnare: 1967, 1970, 1971, 1972, 1983, 1984
- Spansk mästare: 1974
- Spansk cupvinnare: 1978
- Europacupen: 1971, 1972, 1973
- Årets spelare i Europa: 1971, 1973, 1974

### Som tränare
- Spansk mästare: 1991, 1992, 1993, 1994
- Spansk cupvinnare: 1988, 1990
- Spanska supercupen: 1992, 1993, 1995
- Holländsk cupvinnare: 1986, 1987
- Europacupen: 1992
- Cupvinnarcupen: 1987, 1989
- Uefa Super Cup: 1992

## Eftermäle
Asteroiden 14282 Cruijff är uppkallad efter honom.